# Путовање (кратки филм из 1973)
Путовање је југословенски кратки филм из 1973. године. Режирала га је Весна Љубић која је написала и сценарио.

## Улоге
| Глумац          | Улога |
| --------------- | ----- |
| Жан Клод Берк   |       |
| Кремона Семполи |       |